# صنبور تنظيف
صنبور التنظيف/الشطف هو صنبور يستخدم لتنظيف خط المياه من الطمي أو الصدأ أو الحطام أو المياه الراكدة. وتستخدم العديد من مرافق المياه صنابير مكافحة الحرائق القياسية لشطف خطوط المياه الخاصة بها. وغالبًا ما تكون صنابير مياه الشطف المتخصصة أصغر حجمًا وأقل تكلفة من صنبور مكافحة الحرائق لخفض التكاليف، حيث تكون الحاجة إلى مكافحة الحرائق غير موجودة أو غير عملية. ولا تحتوي صنابير مياه الشطف عادةً سوى على منفذ واحد على عكس صنابير مكافحة الحرائق التي تحتوي عادةً على اثنين أو ثلاثة. وعادةً يجري تثبيت صنابير مياه التنظيف/الشطف في نهاية خطوط المياه المسدودة.